# Монте ди пьета
Мо́нте ди пьета́ (лат. montes pietatis, итал. monte di pietà, дословно — «ссуда из сострадания»; множественное число — мо́нти ди пьета́) — католическая финансовая институция, выдававшая кредиты по ставкам ниже рыночных под залог движимого имущества; некоммерческий ломбард.

## Предыстория
С началом в XIII—XIV веках в Италии эпохи Возрождения, происходил постепенный переход от преимущественно натурального хозяйства к кредитно-денежным отношениям. Вместе с усилившейся урбанизацией появилось большое количество обездоленных людей, которым требовались деньги как для возможности осуществления трудовой деятельности, так и повседневной жизни. Вместе с тем, христианская схоластика объявляла недопустимым извлечение прибыли при осуществлении кредитования, что являлось сдерживающим фактором для развития банков и иных кредитных учреждений, управляемых христианами. Несмотря на наличие, например, в Тоскане нескольких крупных банковских домов, их владельцы постоянно находились под угрозой отлучения от церкви, поэтому нехотно занимались мелким кредитованием, в результате чего возможность получения небольших кредитов была проблематичной для значительной части небогатого городского населения.
Вместе с тем, во многих итальянских городах стала появляться еврейская диаспора, члены которой не имели подобных религиозных ограничений. Уже в конце XI — начале XII века иудейские богословы признали допустимым выдача кредитов под проценты при условии, что получателем такой ссуды не является член еврейской общины. Другим отличием от христианской точки зрения на ссуду было то, что евреи стали рассматривать деньги как обычный товар, а предоставление кредита как обычную услугу. Если до начала XIII века итальянские евреи обитали преимущественно в Риме, с этого момента они распространились по многим крупным городам Апеннинского полуострова. Поскольку проживание евреев было связано значительными ограничениями (так, почти во всех итальянских городах ни не могли иметь недвижимости и заниматься целым рядом ремесленной и сельскохозяйственной деятельности), ростовщичество стало для многих из этих людей одной из немногих возможностей для участия в экономической жизни городов. Особое развитие еврейское ростовщичество получило в крупных городах севера Италии, где выходцы из Рима встречались со своими соплеменниками из Германии и Прованса. Один из первых еврейских банковских домов появился в Ревере в 1386 году, а к концу XVI века они имелись практически во всех крупных североитальянских городах. В XV веке еврейские ростовщики пользовались покровительством правителей многих итальянских государств, среди которых — первый миланский герцог Джангалеаццо Висконти и руководители Венецианской республики. Тем самым они с одной стороны обеспечивали развитие экономики подвластных территорий, а с другой избегали конфликта с римским папой, поскольку христиане не должны были нести на себе грех ростовщичества.
Многие итальянские города заключали особые соглашения с еврейской общиной, позволяя им свободно работать в городе на определённых взаимовыгодных условиях — так в 1422 году власти города Тоди разрешали евреям жить и работать в городе, исповедовать свою религию, не работать по субботам, а также обязались не допускать вмешательства католической инквизиции в их жизнь. В ответ евреи обязались ограничить максимальный размер банковского процента на предоставляемые ими ссуды 50 процентами годовых. В своём письме от 18 декабря 1463 года кардинал Джованни Бессарьоне (в русской традиции — Виссарион Никейский) дожу Венеции Кристофоро Моро так объяснял папскую терпимость по отношению к еврейским ростовщикам: жизнь среди христиан со временем должна привести к обращению иудеев в христианскую веру.
Расплачиваться по ссудам от ростовщиков было весьма обременительно для кредитуемых: несмотря на наличие во многих городах ограничений на размер максимального процента по кредиту, при помощи различных ухищрений эти ограничения обходились, и средний процент по ссуде составлял 43½ % годовых, достигая в отдельных случаях 80 % годовых. 

## История
Благотворительные ссудные кассы появились ещё во времена позднего средневековья. Первые из них обычно выдавали ссуды не деньгами, а натуральными продуктами — обычно зерном (grantatici), муко́й и так далее. Отдельные попытки создания денежных заёмных касс различного вида также предпринимались — так в Венецианской республике первая такая касса (именовавшаяся Imprestita) появилась между 1164 и 1178 годами, в 1300 такое же заведение появилось Генуе, а в 1345 году — во Флоренции. 
В 1361 году лондонский епископ Майкл Нортбург отписал по своему завещанию 1000 марок серебра на создание благотворительного банка, который должен был выдавать беспроцентные ссуды нуждающимся. Однако, вскоре оставленные епископом деньги кончились и банк закрылся. 
Монти ди пьета были основаны в Италии в XV веке монахами-францисканцами, в дальнейшем получили определённое распространение также и в иных католических странах. Первый монте ди пьета был создан в 1462 году в Перудже священником-францисканцем Микеле Каркано, позднее причисленного к лику блаженных, и Барнабой из Терни. 
Название Монте-ди-Пьета (лат. Mons Pietatis — гора благочестия) происходит от широко распространенного почитания на территории Умбрии изображений Христа. В 1463 году францисканец Бартоломео да Колле в Орвието впервые поставил в церкви св. Андреа символ учреждения — Mons Christi — ящик для милостыни (ковчег милостыни) под изображением Христа, чтобы вызвать жалость и сострадание верующих. В Венеции в 1486 году и во Флоренции в 1494 году вышли брошюры Марко да Монтегалло  под названием «Книга Божьих заповедей из Древнего канона» (лат. Testament et Nuovo et sacro canoni), к которому была приложена гравюра с заглавием: «Образ вечной или истинной жизни в раю и о путях и средствах достижения этого». Центром гравюры служила «Таблица спасения» (лат. Tabula della salute), на которой был изображён ломбард («Mons Pietatis») в виде горы денег, которая может стать бесконечным источником достатка. Брат Марко да Монтегалло утверждал, что для того, чтобы попасть на небеса, необходимо избавиться от «позора и проклятия ростовщичества» и вместо этого искать «приобретения в душе, теле, славе и в мирских благах денег, помещенных в самую священную Монте-делла Пьета», то есть, в регистрационную книгу или в кредитную компанию. Смысл пиара, как сказали бы сегодня, был ясен: тот, кто финансирует Монте, попадает в рай.
Во второй половине 15 века миланский францисканец Микеле Каркано нашел решение: если кредитные качества евреев востребованы и приняты обществом, потому что люди не могут обойтись без банковской деятельности, то их необходимо заменить, но не христианскими банкирами, которые действуют  почти исключительно в коммерческих банках, а чем-то новым — банком для бедных. Идея была не совсем новой: в прошлом некоторые богатые люди выделяли суммы на «ковчеги милостыни», ссужавшие деньги беднякам до тех пор, пока у них не заканчивался первоначальный капитал. Одному из них было разрешено в Кастилии предоставлять бедным деньги в виде ежегодных ссуд без процентов под руководством францисканцев. Предложения о подобных институтах уже были сделаны в Италии, и подобные институты ранее были созданы, но на самом деле все началось с проповеди брата Микеле Каркано в Перудже в апреле 1462 года. После Великопостных проповедей против евреев, Каркано убедил городской совет Перуджи создать фонд для ссуд бедным: из 3000 флоринов 1000 должен был выделить муниципалитет, остальные 2000 предполагалось получить от еврейской общины, так появился первый ломбард итал. monte di pietà. 
Другой францисканский проповедник, Марко да Монтегалло, поддержал основание бесплатного ломбарда в Сансеполькро в 1464 году и в Фабриано в 1470 году; в Болонье Монте-ди-Пьета была основана в 1473 году со следующим определением: «воздвигнута против ростовщичества евреев» (ит. Mons pietatis contra pravas ludaeorum usuras erectus). Другие «горы» поднялись за короткое время в Витербо (1469 г.), Сиене (1472 г.), Веллетри (1477 г.), Савоне (1479 г.) и многих других городах, особенно в центрально-северной Италии.

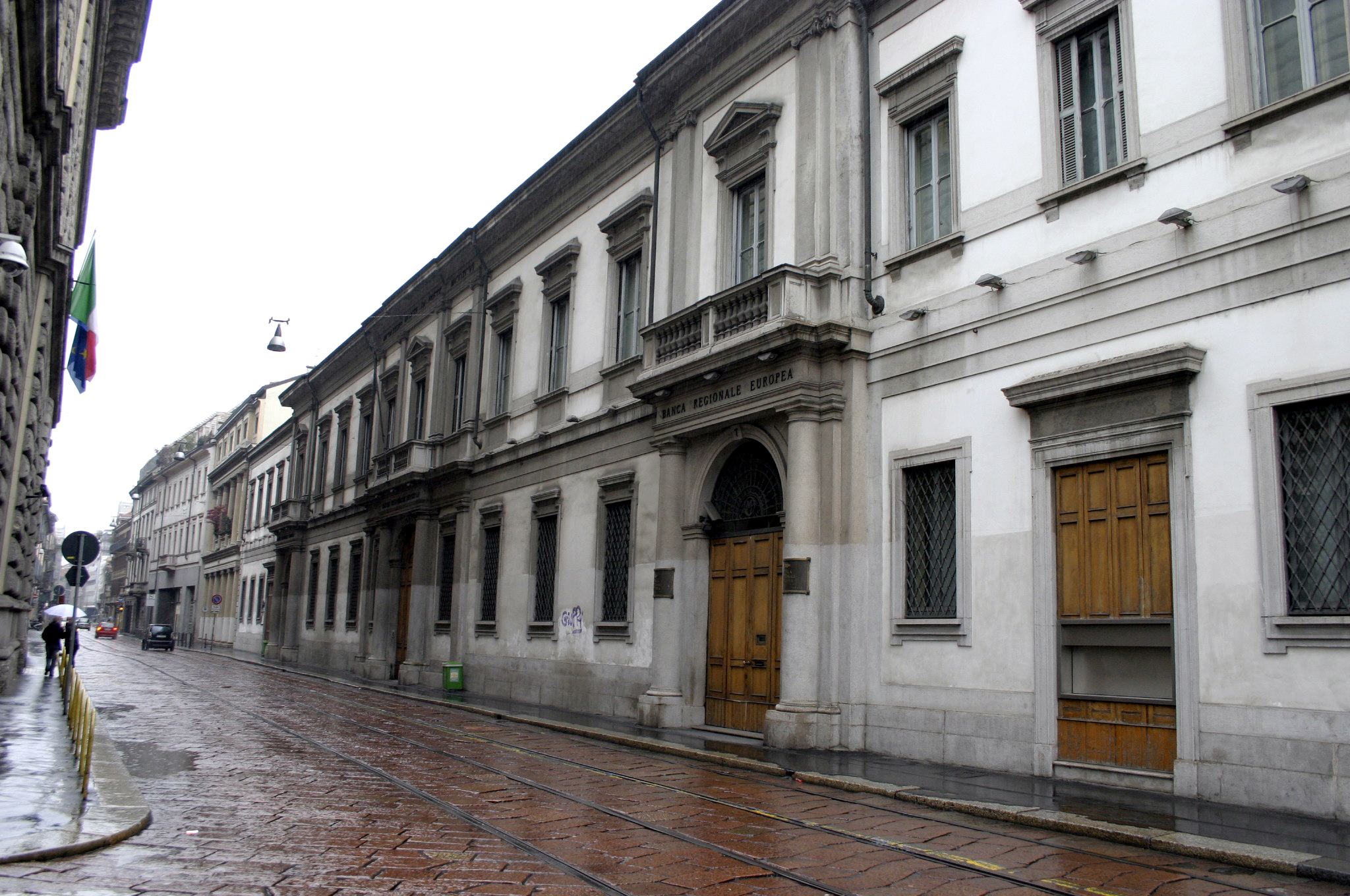
Здание монте ди пьета в Милане
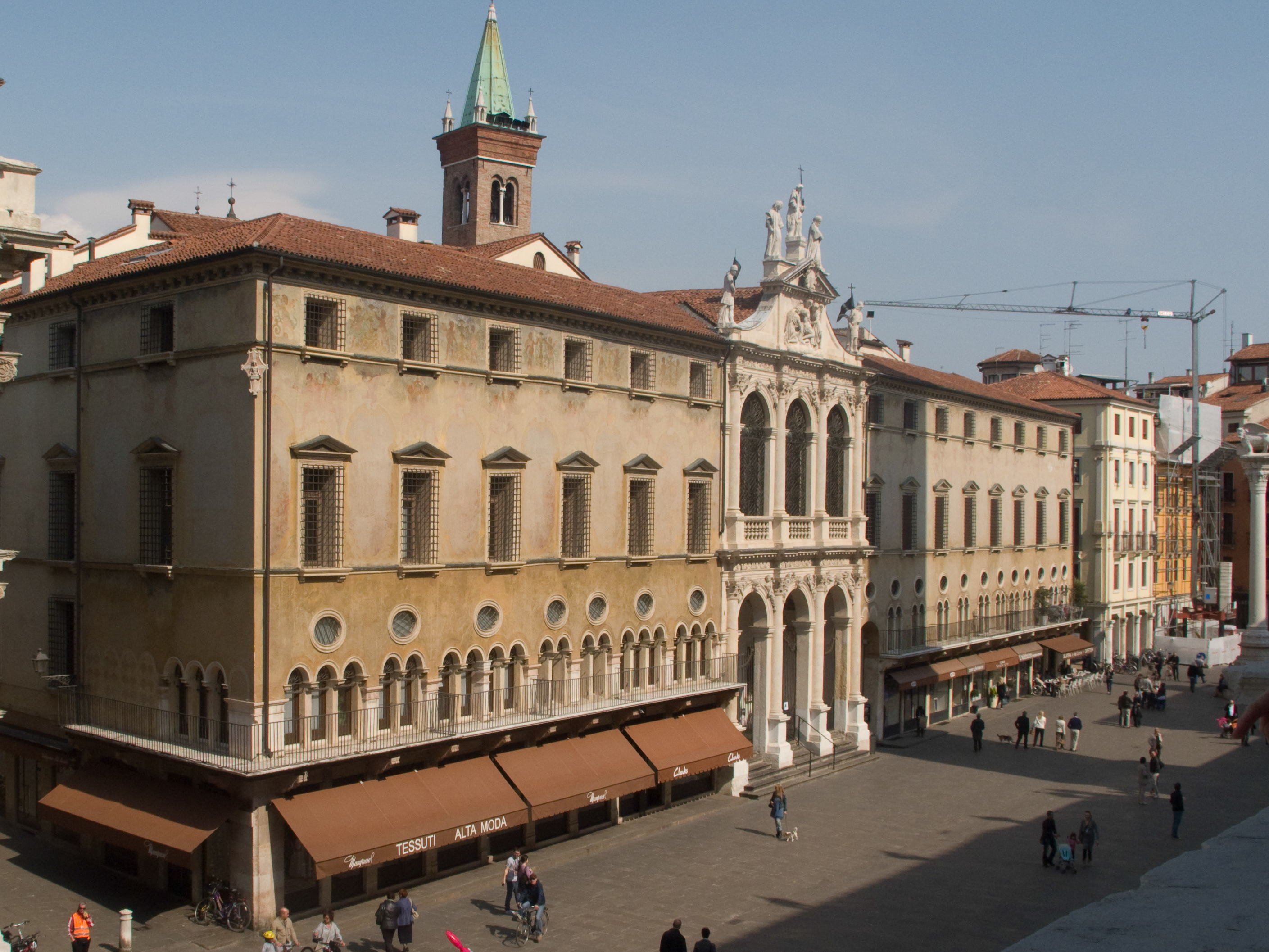
Здание бывшей монте ди пьета в Виченце
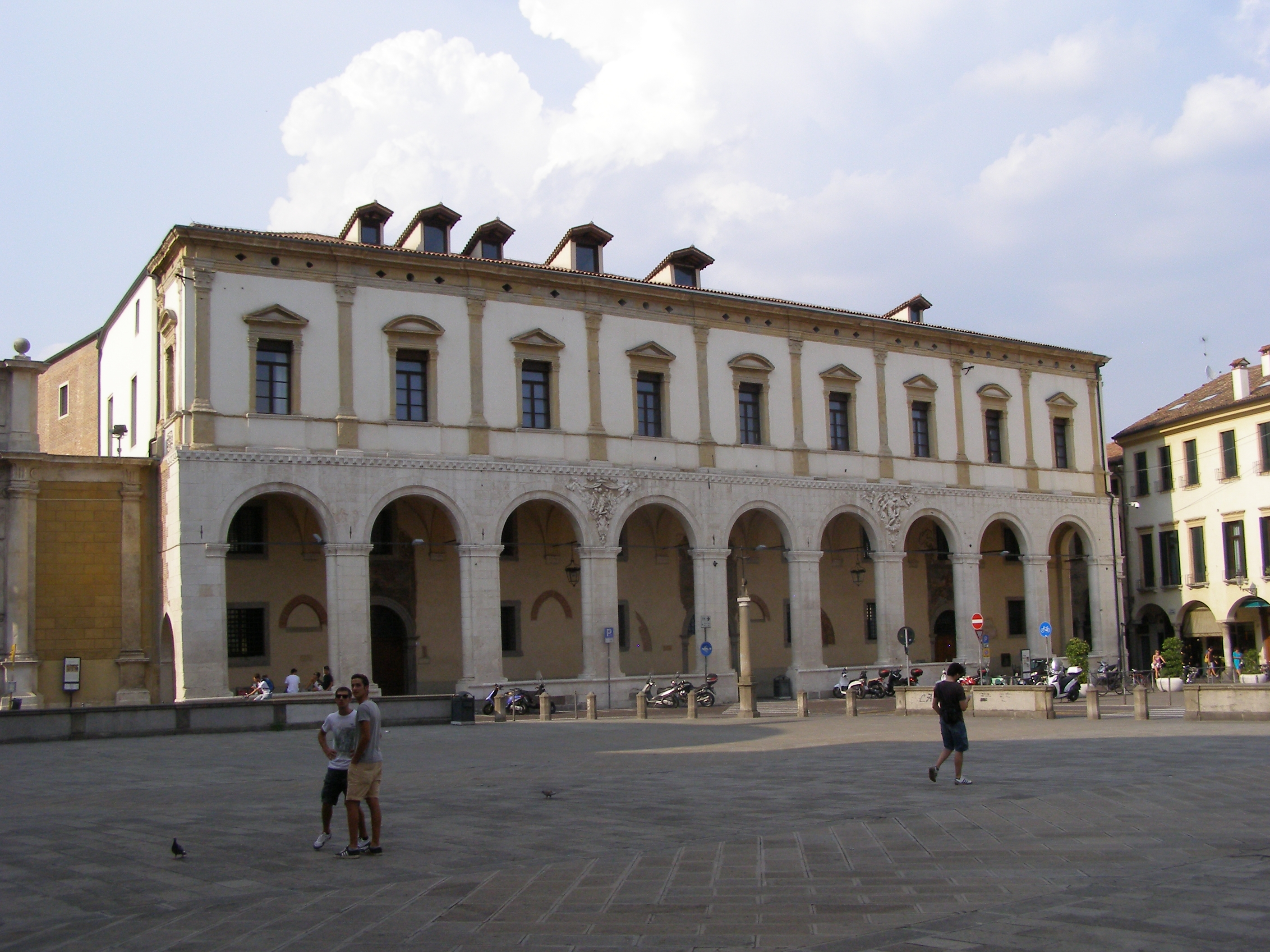
Здание монте ди пьета в Падуе
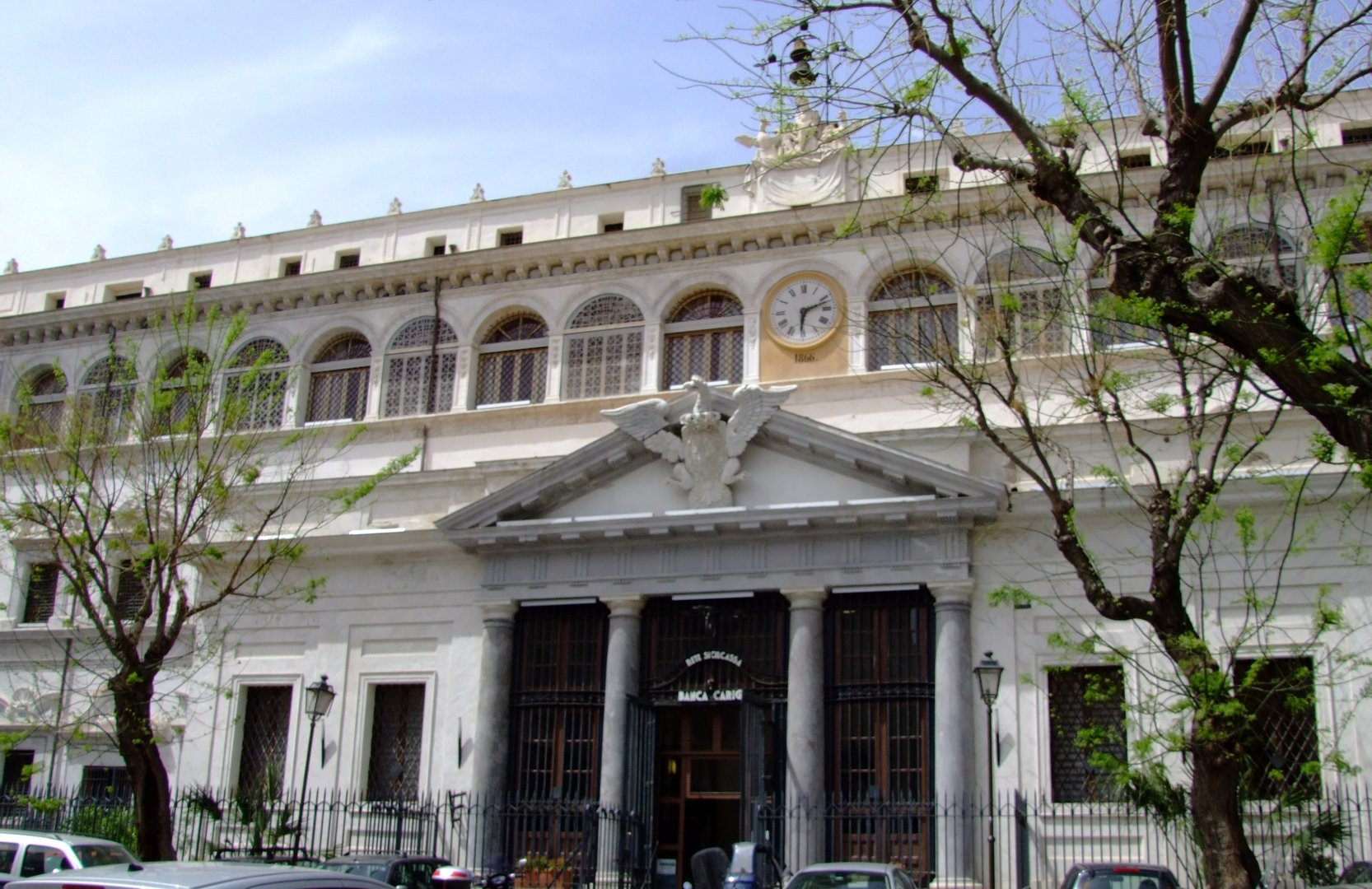
Здание монте ди пьета в Палермо
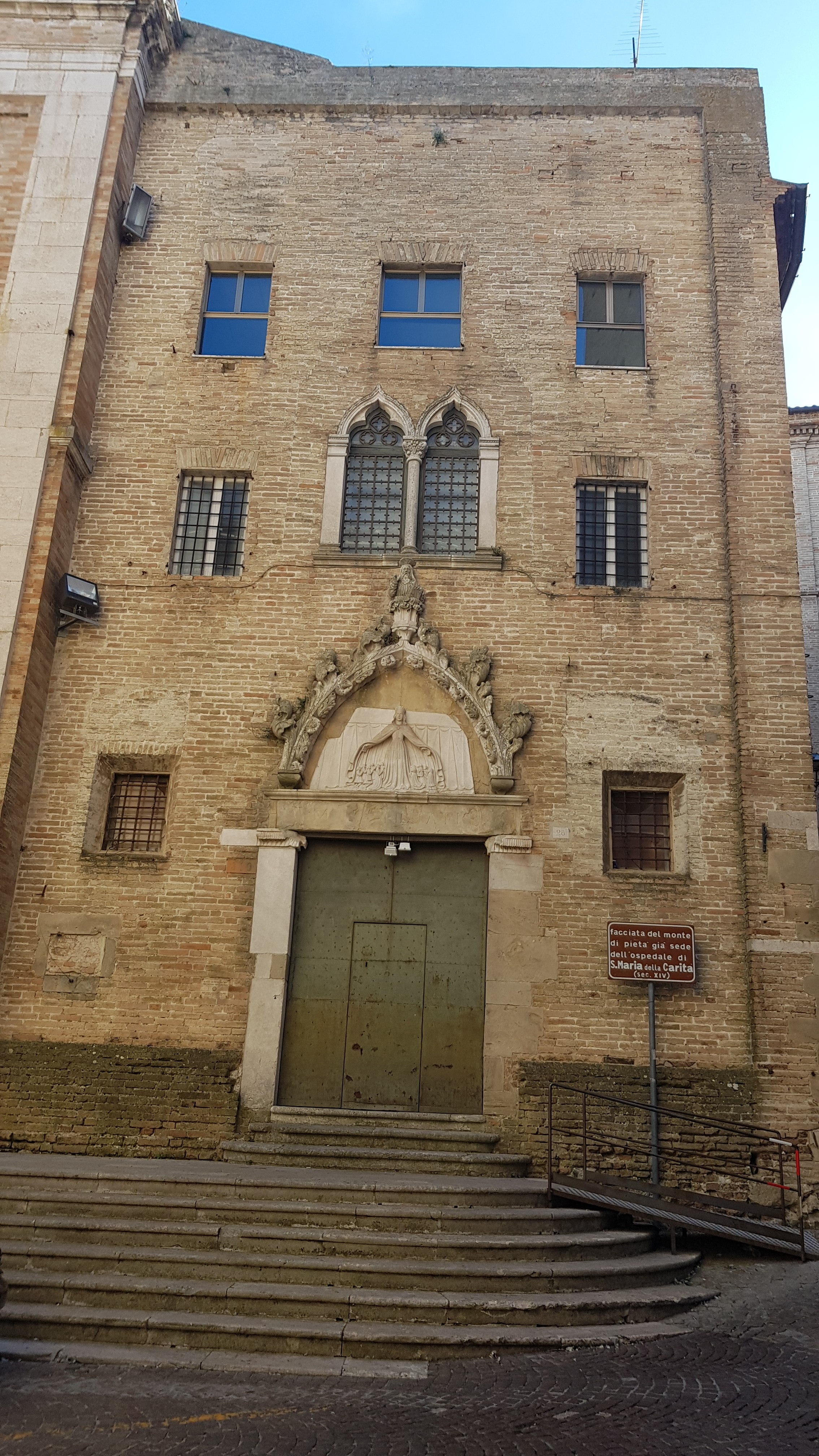
Здание монте ди пьета в Фермо
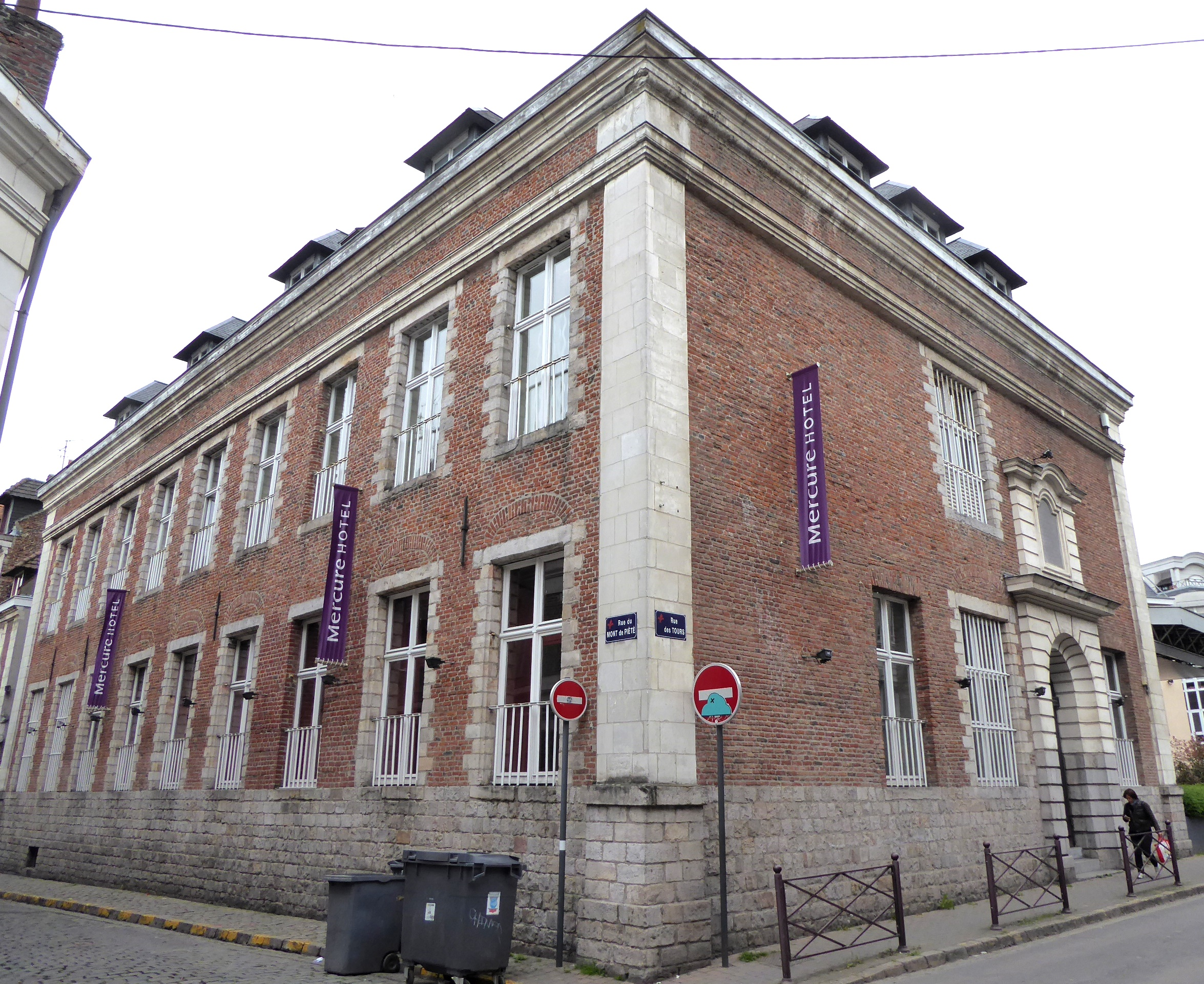
Здание монте ди пьета в Лилле

После смерти Каркано в 1484 году руководство существующими и создание новых монти ди пьета взял на себя харизматичный францисканец Бернардин Фельтрский, также позднее причисленный к лику блаженных, при котором их количество достигло пары десятков. Однако, особое распространение они получили после того, как папой Львом X на V Латеранском соборе в 1513 году было признано допустимым взимание банковских процентов для покрытия издержек финансовых организаций. Тридентский собор 1543—1563 годов поручил наблюдение за монти ди пьета епископам. В Италии максимальное развитие монте ди пьета относится к XVIII веку.
Задачей монти ди пьета было избавить неимущих христиан от необходимости обращаться за ссудой к еврейским ростовщикам, которые требовали существенного залога и выставляли заёмщику высокие проценты. Так, во флорентийском монте ди пьета, основанном в 1495 году Савонаролой, заёмщик мог получить кредит на небольшую сумму под залог движимого имущества, который он должен был оставить в хранилище организации. Стандартным сроком ссуды был один год, её размер составлял до двух третей от стоимости залога, процентная ставка была 5 %. Стоимость залога определял оценщик монте ди пьета, максимальный размер ссуды на начальном этапе составлял 25 лир для горожан и 10 лир для крестьян. Первоначально монти ди пьета действовали за счёт добровольных пожертвований состоятельных горожан, однако вскоре им на помощь стали приходить государственные структуры — так крупнейший взнос в капитал флорентийского монте ди пьета был осуществлён в 1498 году за счёт переданных организации средств от продажи имущества, конфискованного у пизанских восставших.
Чуть позднее, чем в итальянских государствах, монти ди пьета появились и в иностранных городах: в Брюгге (1572), Лилле (1607), Париже (1643), Мадриде (начало XVIII века). В крупных городах (таких, как Рим, Париж, Мадрид) к XVIII веку монти ди пьета преобразовались в обычные банки, принимавшие от клиентов вклады и выдававшие им кредиты под залог. Во Франции они просуществовали до Великой французской революции, в Италии — до наполеоновских войн, когда они были объединены в благотворительные конгрегации.
После освобождения Италии от наполеоновских войск в 1814—1815 году монти ди пьета были восстановлены и просуществовали до Рисорджименто и объединения Италии в единое государство, после чего их статус был сперва определён в 1862 году как некоммерческие благотворительные организации, в 1898 году была определена их двойная природа — как благотворительные и кредитные организации, в 1938 году они были преобразованы в организации «кредитования под залог». С 1990 года монти ди пьета могут объединяться с другими кредитными организациями, банками и акционерными обществами.